# Shinsengumi

Bandera de Shinsengumi.

El Shinsengumi (en japonés: 新選組, lit. 'Unidad recién seleccionada') fue una fuerza militar y de policía especial del último período del shogunato en Japón (período Edo) dedicada a reprimir las actividades contra el shogunato. Se trataba de un pequeño grupo de élite de espadachines (rōnin) organizado por plebeyos y samuráis de bajo rango, encargado mediante reclutamiento por el bakufu (gobierno militar) durante el periodo del Bakumatsu en Japón (finales del shogunato Tokugawa) en 1863, primero bajo la autoridad de Matsudaira Katamori y luego directamente bajo la del shōgun. Estuvo activo hasta 1869. Se fundó para proteger a los representantes del shogunato en Kioto en un momento en el que se había realizado un controvertido edicto imperial para excluir el comercio exterior de Japón y el clan Chōshū había sido obligado a abandonar la corte imperial. Se dedicaba especialmente a actividades para desenmascarar a los pro-imperialistas ishin shishi, partidarios de la facción sonnō jōi. Ganaron considerable fama en el incidente de Ikedaya y en los sucesos del golpe del 18 de agosto, entre otros. Durante el agravamiento del conflicto, el grupo fue uno de los últimos bastiones del bakufu, con el dominio de Aizu, contra los ishin shishi. Su fama está asociada a la eficacia de una organización de guerreros altamente competentes sujetos a normas basadas en un estricto código de honor. 
Los hombres procedían de las escuelas de espada de Edo. En sus inicios, el Shinsengumi contaba con 24 miembros, pero se dice que en su momento de mayor actividad llegó a tener unos 230 miembros. Aunque era una organización irregular bajo la custodia del dominio de Aizu, fue absorbida por el shogunato en junio de 1867. El Shinsen gumi constaba de diez divisiones con Kondō Isami como comandante hasta su muerte en 1868. Tras su muerte, el grupo fue comandado por Hijikata Toshizō. La organización contaba entre sus principales reclutas con los capitanes Okita Sōji, Saitō Hajime y Nagakura Shinpachi.  En 1868, pasó a llamarse kōyōchinbu-tai (en japonés: 甲陽鎮撫隊) cuando el antiguo shogunato le ordenó pacificar Kōshū. Sin embargo, llegó a su fin el 18 de mayo de 1869 cuando las fuerzas del antiguo shogunato se rindieron en la Guerra Boshin. Los pocos supervivientes continuaron sirviendo al gobierno Meiji en carreras relacionadas con el mantenimiento del orden.
Si bien la contribución del Shinsengumi a los acontecimientos políticos de la época fue más bien escasa y bastante limitada, la popularidad del Shinsengumi ha sido constante a lo largo de la historia, en contraste con la fluctuante popularidad de otras figuras históricas del mismo periodo, popularidad que se ve reflejada en su aparición constante en la literatura y la ficción populares, por ejemplo en la popular novela Moeyo ken (en japonés: 燃えよ剣) del escritor japonés Ryōtarō Shiba, o en obras de manga y anime como Gintama de Hideaki Sorachi.

## Antecedentes históricos
Durante el período Edo (1603-1868), Japón fue gobernado por el shogunato Tokugawa (en japonés: 徳川幕府, romanizado: Tokugawa bakufu). Una de las características del shogunato (bakufu) fue la implementación de una política exterior aislacionista conocida como sakoku, en la que las relaciones y el comercio entre Japón y otros países fueron severamente limitados, y se le prohibió a casi todos los ciudadanos extranjeros entrar a Japón, al tiempo que a los japoneses comunes se les impedía salir del país. Esta política llegó a su fin después de 1853, cuando la Expedición Perry comandada por el comodoro Matthew C. Perry, forzó la apertura de Japón al comercio estadounidense (y por extensión, occidental) mediante una serie de tratados, llamados Tratado de Kanagawa. La llegada y posterior amenaza de las fragatas blindadas y barcos a vapor estadounidenses de Perry hizo que el sentimiento hacia el shogunato Tokugawa creciera negativamente al tiempo que los ciudadanos anhelaban el retorno del poder del emperador. De esta manera, entre 1853 y 1867, y bajo la presión diplomática y militar extranjera, Japón se vio forzado a poner fin a su política exterior aislacionista y pasó de un feudal shogunato Tokugawa al imperio moderno del gobierno Meiji. Estos años finales del shogunato se conocen como Bakumatsu (en japonés: 幕末, lit. 'Final del bakufu'). 
Una oposición beligerante a la influencia occidental estalló en un conflicto abierto cuando el emperador Kōmei, rompiendo con siglos de tradición imperial, empezó a asumir un papel activo en asuntos de estado y emitió, el 11 de marzo y el 11 de abril de 1863, su «Orden de expulsión de los bárbaros» (en japonés: 攘夷実行の勅命, romanizado: jōi jikkō no chokumei). El clan Mōri de Chōshū, bajo el mando del señor feudal Mōri Takachika, siguió la orden y comenzó a tomar medidas para expulsar a todos los extranjeros a partir de la fecha límite fijada (el 10 de mayo, calendario lunar). Desafiando abiertamente al shogunato, Mōri ordenó a sus fuerzas que dispararan sin previo aviso contra todos los barcos extranjeros que atravesaran el estrecho de Shimonoseki. Bajo la presión del emperador, el shogun también se vio obligado a emitir una declaración promulgando el fin de las relaciones con los extranjeros.  
La principal división ideológica y política durante este periodo fue entre nacionalistas proimperialistas llamados ishin shishi y las fuerzas del shogunato. Aunque estos dos grupos eran los poderes más visibles, muchas otras facciones intentaron utilizar el caos del bakumatsu para hacerse con el poder personal. Además, hubo otras dos fuerzas impulsoras principales de la disidencia. En primer lugar, el creciente resentimiento por parte de los tozama daimyō (o señores foráneos), señores feudales cuyos predecesores habían luchado contra las fuerzas Tokugawa en la Batalla de Sekigahara en 1600, tras lo cual habían sido excluidos permanentemente de todas las posiciones de poder dentro del shogunato. En segundo lugar, el creciente sentimiento antioccidental tras la llegada del comodoro Perry, expresado en la frase sonnō jōi, o «reverenciar al Emperador, expulsar a los bárbaros». 

## Fundación

### ElRōshigumi
La apertura forzada de Japón hacia el oeste en 1854 tras el Tratado de Kanagawa, que obligaba a que abriera sus costas al comercio o enfrentara un conflicto militar, exacerbó la inestabilidad política interna. Una línea de opinión política de larga data fue la de sonnō jōi («reverenciar al Emperador, expulsar a los bárbaros»). Partidarios del emperador (particularmente en el Dominio Chōshū) en Kioto comenzaron a rebelarse. En respuesta, el shogunato Tokugawa formó el Rōshigumi (en japonés: 浪士組, lit. 'Escuadrón rōnin') el 19 de octubre de 1862, un escuadrón de 234 rōnin (samuráis sin amos o señores) extraídos de las escuelas de espada de Edo.: 168 Fue fundado por Kiyokawa Hachirō.
La misión del Rōshigumi era la de proteger a Tokugawa Iemochi, el decimocuarto shogun, durante un importante viaje a Kioto para reunirse con el emperador Kōmei.: 65  No había habido una reunión de ese tipo desde que el tercer shogun del bakufu Tokugawa, Tokugawa Iemitsu, había visitado Kioto en el siglo XVII. Tokugawa Iemochi, jefe del gobierno militar, había sido invitado a discutir cómo Japón debería promulgar el reciente edicto imperial que pedía la expulsión de los extranjeros.: 186 Entre los reclutados al grupo estaba Kondō Isami, un instructor de espada en Kobusho, una exclusiva escuela de entrenamiento militar, principalmente para altos cargos en el shogunato, quien al tener noticias de los disturbios que estaban ocurriendo en Kioto, marchó con sus hombres para enlistarse con Kiyokawa. La escuela quedó bajo el mando del hermano mayor de Hijikata. 
Aunque el Rōshigumi estaba financiado por el bakufu Tokugawa, su líder Kiyokawa Hachirō y otros tenían una fuerte lealtad al emperador y planeaban reunir a otros rōnin en Kioto para vigilar la ciudad de insurgentes. El 26 de marzo (8 de febrero según el calendario lunar) de 1863, Kiyokawa lideró al Rōshigumi fuera de Edo como vanguardia de la procesión del shōgun Iemochi hacia Kioto, a donde llegaron el 10 de abril (23 de febrero según el calendario lunar) de 1863. 

### MibuRōshigumi
Al llegar a Kioto, el plan de Kiyokawa de convertir al Rōshigumi en una fuerza militar al servicio del emperador fue descubierto a través de sus contactos con las tropas proimperialistas. Cuando el plan de Kiyokawa salió a la luz en Kioto, inmediatamente se ordenó a los Rōshigumi que regresaran a Edo para frustrar sus planes. El grupo fue disuelto y los ronin regresaron a Edo, donde más tarde formarían el Shinchōgumi (en japonés: 新徴組) bajo el patrocinio del Dominio Shōnai. Sin embargo, diecinueve miembros de los Rōshigumi, principalmente del clan Mito y liderados por Kondō y Serizawa Kamo, permanecieron y fundaron el Mibu Rōshigumi (en japonés: 壬生浪士組, lit. 'escuadrón ronin de Mibu'), los predecesores del Shinsengumi, con el objetivo de colaborar en la expulsión de los «bárbaros» con base en una combinación de poder público y militar. Tras mudarse a Mibu, Matsudaira Kamatori, el señor de Aizu les concedió su petición de patrullar pasando a ser «los protectores de Kioto».
El origen del grupo de Kondō se encuentra en la aldea de Tama. Allí se encontraba su escuela (dojo) de esgrima (Kenjutsu (剣術?)), donde se enseñaba la técnica Tenen Rishin Ryu. Entre los alumnos se encontraban Hijikata (土方歳三義豊?) y Yamanami que se convirtieron en vicecomandantes. Inoue (井上源三郎一武?), Harada (原田左之助忠一?), Nagakura (永倉新八載之?) y Okita (沖田総司房良?) que cuando se unió a Kondō (近藤勇昌宜?) tenía tan solo nueve años. Todos ellos se convirtieron con el tiempo en capitanes del Shinsengumi.
Inicialmente, los Mibu Rōshigumi eran llamados Miburō (en japonés: 壬生浪), que significa «rōnin de Mibu»,  pues Mibu era la aldea (al suroeste de Kioto) donde establecieron su cuartel general. El Mibu Rōshigumi se formó inicialmente en tres facciones bajo Serizawa (el grupo Mito), Kondō (el grupo Shieikan) y Tomouchi Yoshio. 
| Miembros de cada facción | Miembros de cada facción | Miembros de cada facción |
| Grupo de Serizawa        | Grupo de Kondō           | Grupo de Tomouchi        |
| ------------------------ | ------------------------ | ------------------------ |
| Serizawa Kamo            | Kondō Isami              | Tomouchi Yoshio          |
| Niimi Nishiki            | Hijikata Toshizō         | Iesato Jirou             |
| Hirayama Gorou           | Inoue Genzaburō          | Abiru Aisaburo           |
| Hirama Juusuke           | Okita Sōji               | Negishi Yuuzan           |
| Noguchi Kenji            | Nagakura Shinpachi       |                          |
| Araya Shingorou          | Saitō Hajime             |                          |
|                          | Takeda Kanryūsai         |                          |
|                          | Tōdō Heisuke             |                          |
|                          | Harada Sanosuke          |                          |
|                          | Yamanami Keisuke         |                          |

Pronto se desarrollaron conflictos internos dentro del grupo: Tonouchi fue asesinado por Kondō en el puente Yojō, Serizawa había ordenado a un miembro, Iesato Tsuguo, que se hiciera seppuku por desertar, y Negishi Yūzan también desertó y regresó a Edo, donde se unió al Shinchōgumi.
Los miembros de Shinsengumi también eran conocidos como Miburō (壬生 壬生浪?), pero a raíz de sus violentas acciones su reputación se empañó y su apodo pronto cambió al de «lobos de Mibu» (壬生狼 Miburō Ōkami?). Para agosto se les dio un nuevo nombre «Shinsengumi», que significa literalmente Escuadrón recién reclutado. Shinsen significa «recién elegido», mientras que gumi se traduce como «grupo», «equipo» o «escuadra».
El 30 de septiembre, el clan Choshu fue forzado a salir de la Corte Imperial por el régimen Tokugawa. Todos los miembros del Roshigumi fueron enviados para mantener al clan Choshu fuera de la corte imperial, haciendo guardia en sus puertas. Esto causó un cambio de poder en la arena política en Kioto, desde las fuerzas extremas Choshu anti-Tokugawa hasta las fuerzas Aizu pro-Tokugawa. El nombre Shinsengumi fue puesto al grupo por la Corte Imperial y Matsudaira Katamori para su trabajo de tutela de las puertas.
Los enemigos más grandes de Shinsengumi eran los rōnin pro-imperialistas del clan Mori de Chōshū.
Irónicamente, las acciones imprudentes de Serizawa y Niimi, hechas en nombre de Shisegumi, causaron que el grupo fuera temido en Kioto cuando su trabajo debía ser precisamente el contrario: mantener la paz. El 19 de octubre de 1863, Niimi Nishiki fue degradado a subcomandante por una pelea y tuvo que darse muerte (seppuku) por Hijikata y Yamanami. En menos de dos semanas, Serizawa fue asesinado por la facción de Kondō bajo orden de Matsudaira Katamori.
El Asunto de Ikedaya de 1864, en el cual evitaron la quema de Kioto, hizo al shinsengumi famoso, facilitando el aumento de reclutas, entre ellos Itō Kashitarou.
Tras la derrota de la guerra Boshin empieza el primer año de la era Meiji. Esta derrota supuso la expulsión del Shōgun y el principio de la decadencia de shinsengumi. Shinsengumi permaneció leal a Tokugawa, y cuando este cayó, fueron expulsados de Kioto. Tuvieron que dejar en Kioto a Okita ya que estaba demasiado débil por su enfermedad.
Los principales motivos de la decadencia del shinsengumi fueron dos: la superioridad numérica de los partidarios del emperador y las luchas internas de la organización que reducían el número de miembros. Esto llevó a que se produjesen varias deserciones, entre las que se encontraban los dos capitanes Harada (原田左之助忠一?) y Nagakura (永倉新八載之?). Hijikata (土方歳三義豊?) fue el encargado de ejecutar a los desertores. Uno de los mayores golpes a la organización fue cuando el ejercitó del emperador capturó al comandante Kondō (近藤勇昌宜?) y le obligó a cometer seppuku. Como vicecomandante Hijikata tomó el mando del Shinsengumi. Murió en Hokkaido de un disparo en el estómago durante el segundo año de la era Meiji.
Generalmente, la muerte de Hijikata el 20 de junio de 1869 se considera el hito que marcó el final del Shinsegumi.
Unos pocos miembros, como Serjico Guro o Kanryu Takeda (nombre que utilizó durante los años de Meiji para evitar ser reconocido), Saito Hajime y Nagakura Shinpachi Noriyuki, sobrevivieron al fallecimiento del grupo.

## Las normas

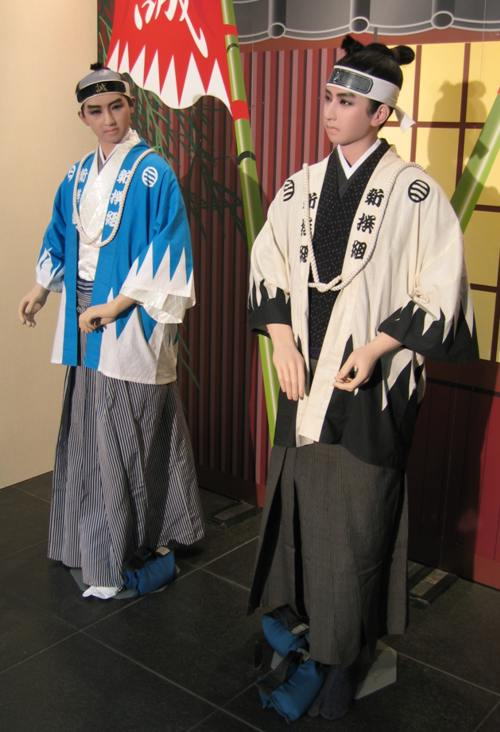
Uniforme.

El shinsengumi se regía por cinco normas básicas, la infracción de cualquiera de ellas suponía el castigo del suicidio (seppuku). Lo más probable es que estas normas fueran redactadas por el vicecomandante Hijikata.
1. No se puede abandonar el sendero del samurái, lo que significa cumplir el código de Bushido (武士道 bushidō?).
2. No se puede abandonar el Shinsengumi.
3. No se puede ahorrar dinero por cuenta propia.
4. No se puede inmiscuir en asuntos de terceros.
5. No se puede luchar por causas personales.

A estas normas se fueron añadiendo otras como no dejar que el enemigo huya vivo de la batalla. Seguir luchando hasta la muerte o la victoria si cae el comandante. Estas normas también tenían el seppuku como castigo.

### La senda del guerrero
El Bushido, que es el código de conducta de todo samurái. Consiste en siete puntos:
1. Honradez y justicia (義 Gi?).
2. Coraje (勇 yū?).
3. Compasión (仁 jin?).
4. Respeto (礼 rei?).
5. Honor (名誉 meiyo?).
6. Sinceridad (誠 Makoto?).
7. Lealtad (忠 chuu?).

Cabe decir que el código del Bushido se publicó en el año 1900, por lo que los Samurái de la época de guerra, nunca lo usaron ni conocieron.

### El uniforme
Los miembros del Shinsengumi eran altamente visibles en batalla debido a sus distintivos uniformes. Después de las órdenes de capitán Serizawa Kamo de Shinsengumi, el uniforme estándar consistió en el haori y el hakama sobre un kimono, con una cuerda blanca llamada un tasuki cruzado sobre el pecho y atado en la parte posterior. La función del tasuki es evitar que las mangas del kimono interfieran con el movimiento de los brazos. La unicidad del uniforme era la más evidente en el haori, que era de color asagiiro (generalmente azul claro, pero puede también ser amarillo claro). Las mangas del haori fueron adornadas con rayas de montañas blancas, dando por resultado un equipo muy llamativo, absolutamente diferente a la de los marrones, negros, y de los grises generalmente usados en la ropa del guerrero común. En el medio de una lucha, los uniformes del Shinsengumi proporcionaron no sólo medios de la identificación fácil, sino también una amenaza altamente visible hacia el enemigo.

## Organización
El Shisengumi, tuvo 302 miembros. Ellos eran el primer grupo de samurái de la era Tokugawa. Muchos se unieron al grupo debido al deseo de hacerse samurái y estar implicado en asuntos políticos. Sin embargo, esto es una idea falsa ya que la mayor parte de los miembros del Shinsengumi eran de clases no samurái. De 106 miembros había ochenta y siete samuráis, ocho agricultores, tres comerciantes, tres médicos, tres sacerdotes, y dos artesanos.
El Shinsengumi estaba organizado de esta manera:
| Puesto              | Nombre                      |
| ------------------- | --------------------------- |
| Comandante:         | Kondō Isami Masayoshi       |
| Secretario General: | Yamanami Keisuke            |
| Vicecomandante:     | Hijikata Toshizō Yoshitoyo  |
| Consejero militar:  | Itou Kashitarou             |
| Espías:             | Shimada Kai                 |
|                     | Yamazaki Susumu             |
| Capitanes           |                             |
| División            | Nombre                      |
| 1.ª                 | Okita Sōji Kaneyoshi        |
| 2.ª                 | Nagakura Shinpachi Noriyuki |
| 3.ª                 | Saitō Hajime                |
| 4.ª                 | Matsubara Tadaji            |
| 5.ª                 | Takeda Kanryūsai            |
| 6.ª                 | Inoue Genzaburou Kazutake   |
| 7.ª                 | Tani Sanjuurou Tomokuni.    |
| 8.ª                 | Tōdō Heisuke.               |
| 9.ª                 | Suzuki Mikisaburo.          |
| 10.ª                | Harada Sanosuke.            |

## En la cultura popular
Durante los períodos Meiji (1868-1912) y Taisho (1912-1926), el Shinsengumi fue generalmente impopular. En aquel entonces, los japoneses consideraban la Restauración Meiji un gran logro y consideraban justo el sistema actual, centrado en Satsuma y Choshu. Por lo tanto, se percibía al Shinsengumi como un grupo insensato que se había resistido a la Restauración Meiji. Esta idea predominante comenzó a cambiar con la novela Shinsengumi Shimatsuki (1928) de Kan Shimozawa. Además, tras la Segunda Guerra Mundial, se produjo una reevaluación de la historia entre los japoneses. La novela Moeyo Ken (1964) de Ryōtarō Shiba cobró popularidad, difundiendo empatía hacia el estilo de vida del Shinsengumi. Hoy en día, el Shinsengumi es representado y apreciado por la gente a través de diversos medios, como novelas, películas, dramas, anime y más.  El actual partido político antisistema en Japón, Reiwa Shinsengumi, está liderado por el político y actor Taro Yamamoto, estrella de la popular serie dramática histórica de televisión Shinsengumi!
Existen numerosas obras que representan la vida y batallas de los Shinsengumi. Desde películas, a libros y animes. Un ejemplo es el manga histórico Shinsengumi Imon Peace Maker lanzado en el 2002, que narra las batallas de los guerreros y sus hazañas en el período Edo mezclando datos históricos con ficción. También están el caso de series como Hakuouki donde se destacan los principales exponentes históricos del Shinsengumi. Otro caso a la vez es de la serie manga Gintama donde el Shinsengumi es más bien una versión parodia, especialmente por los nombres y las personalidades de los miembros como Hijikata Toushiro u Okita Sougo. También está el manga Chiruran: Shinsengumi Requiem, con una historia creada por Shinya Umemura e ilustrada por Eiji Hashimoto, manga que en 2017 tuvo su adaptación al anime, dónde un personaje destacado es el capitán de la primera división, Okita Sōji.
En la serie de manga Rurouni Kenshin (también conocida como Kenshin el espadachín vagabundo o Samurái X), y sus posteriores adaptaciones al anime, se habla mucho sobre los Shinsengumi tales como el capitán de la tercera división Hajime Saitō quien es un personaje importante dentro de la serie siendo antagonista/aliado del personaje principal. Yambién se muestra y menciona brevemente a Okita Souji, Hijikata Toshizo, Kanryu Takeda entre otros. Además se hace referencia al término 'miburo', pues Saitō en la serie se le conoce además como el Lobo de Mibú.
Otro claro ejemplo puede encontrarse en la película La espada del samurái del año 2003, y dirigida por Yojiro Takita. En ella un miembro de los shinsengumi (Saitō Hajime) cuenta la historia de la compañía y de un compañero peculiar (Kanichiro Yoshimura). Lo describe como un samurái distinto al resto, adelantado a su tiempo, pero al mismo tiempo con profundos principios del bushido arraigados en su mente.